# Oenocarpus simplex
Espèce
Statut de conservation UICN

 DD  : Données insuffisantes
Oenocarpus simplex est une espèce de plantes de la famille des Arecaceae.

## Publication originale
- Brittonia 43(3): 154. 1991.